# Wola Rowska
Wola Rowska – wieś sołecka w Polsce położona w województwie mazowieckim, w powiecie garwolińskim, w gminie Łaskarzew.
| SIMC    | Nazwa           | Rodzaj    |
| ------- | --------------- | --------- |
| 0678630 | Polesie Rowskie | część wsi |

Wola Rowska powstała ok. XV w. na terenie okolicznych lasów, głównie olchowo – sosnowych. Historia terenów wchodzących w skład powiatu garwolińskiego wskazuje na ślady osadnictwa na terenie Woli Rowskiej z okresu późnego paleolitu (8500 p.n.e.). W Woli Rowskiej odkryto dwa stanowiska paleolityczne. Jedno z nich (jako jedyne z 9-ciu odkrytych w powiecie Garwolińskim, pozwalało na podstawie badań określić je jako pozostałości kultury łowców świderskich ("łowców reniferów"). Pierwsze wzmianki na temat Woli Rowskiej pojawiły się w spisach parafialnych i wskazują, że dnia 23 marca 1528 r. Wola Rowska została przyłączona do parafii w Łaskarzewie. Nazwa miejscowości pojawia się także w niemieckiej księdze "Magazin für die neue Historie und Geographie, Tom 22" z 1788 roku. Rozwój wsi nastąpił po powstaniu styczniowym (po uwłaszczeniu carskim w 1864 r., kiedy dekretem cara nadano chłopom ziemię). W okresie międzywojennym oraz po II wojnie światowej do 1973 r. Wola Rowska należała do gminy Górzno. W latach 1975–1998 miejscowość administracyjnie należała do województwa siedleckiego. Od 1 stycznia 1973 roku Wola Rowska weszła w skład Gminy Łaskarzew.
Na terenie miejscowości znajdują się: rezerwat przyrody Polesie Rowskie i rezerwat przyrody Dębczyna Dewajtis, Młodzieżowy Ośrodek Wychowawczy, sklep spożywczy oraz jednostka Ochotniczej Straży Pożarnej, przystanek kolejowy (trasa Warszawa-Lublin).

Rezerwat Polesie Rowskie
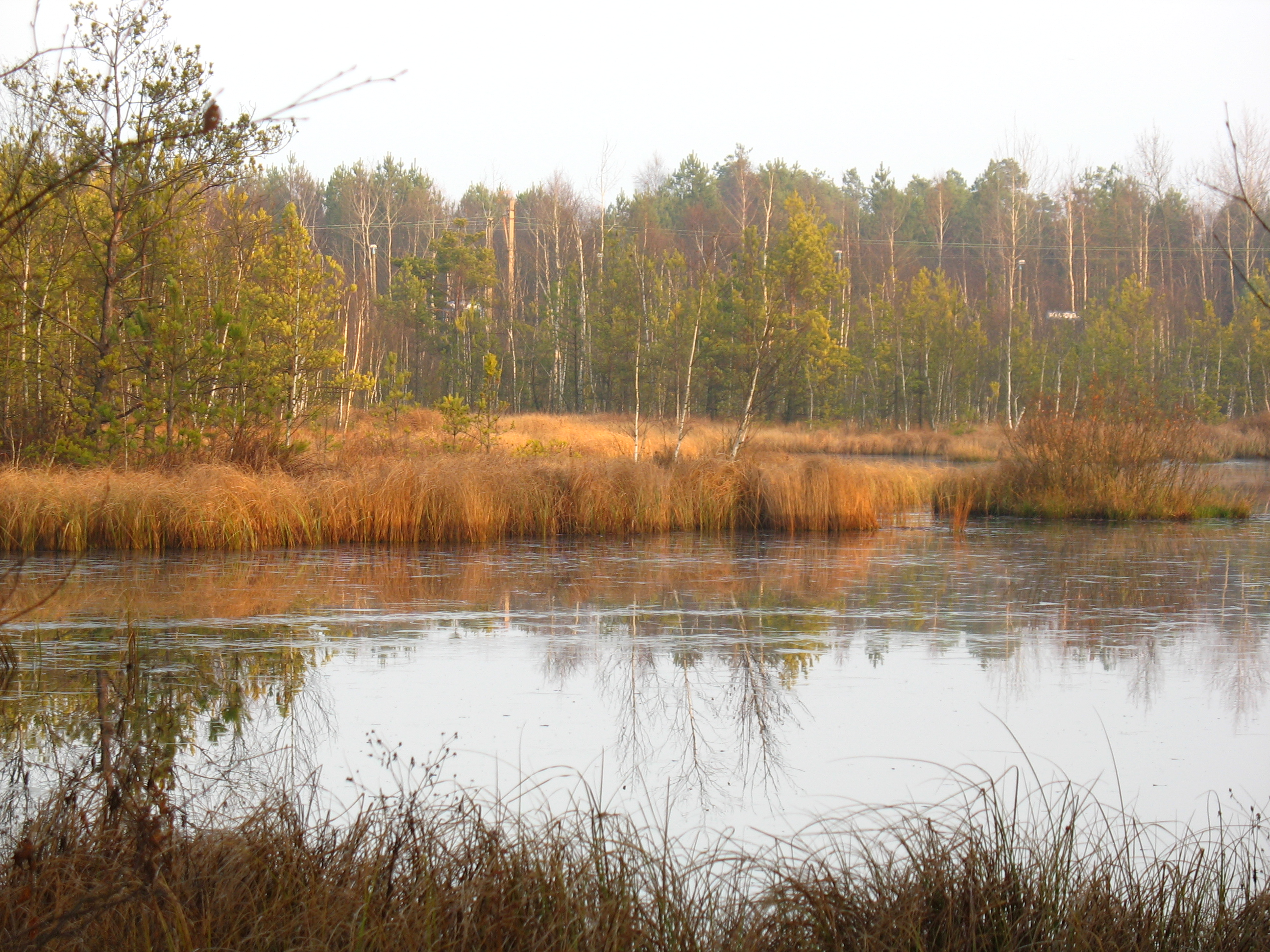
Bagno
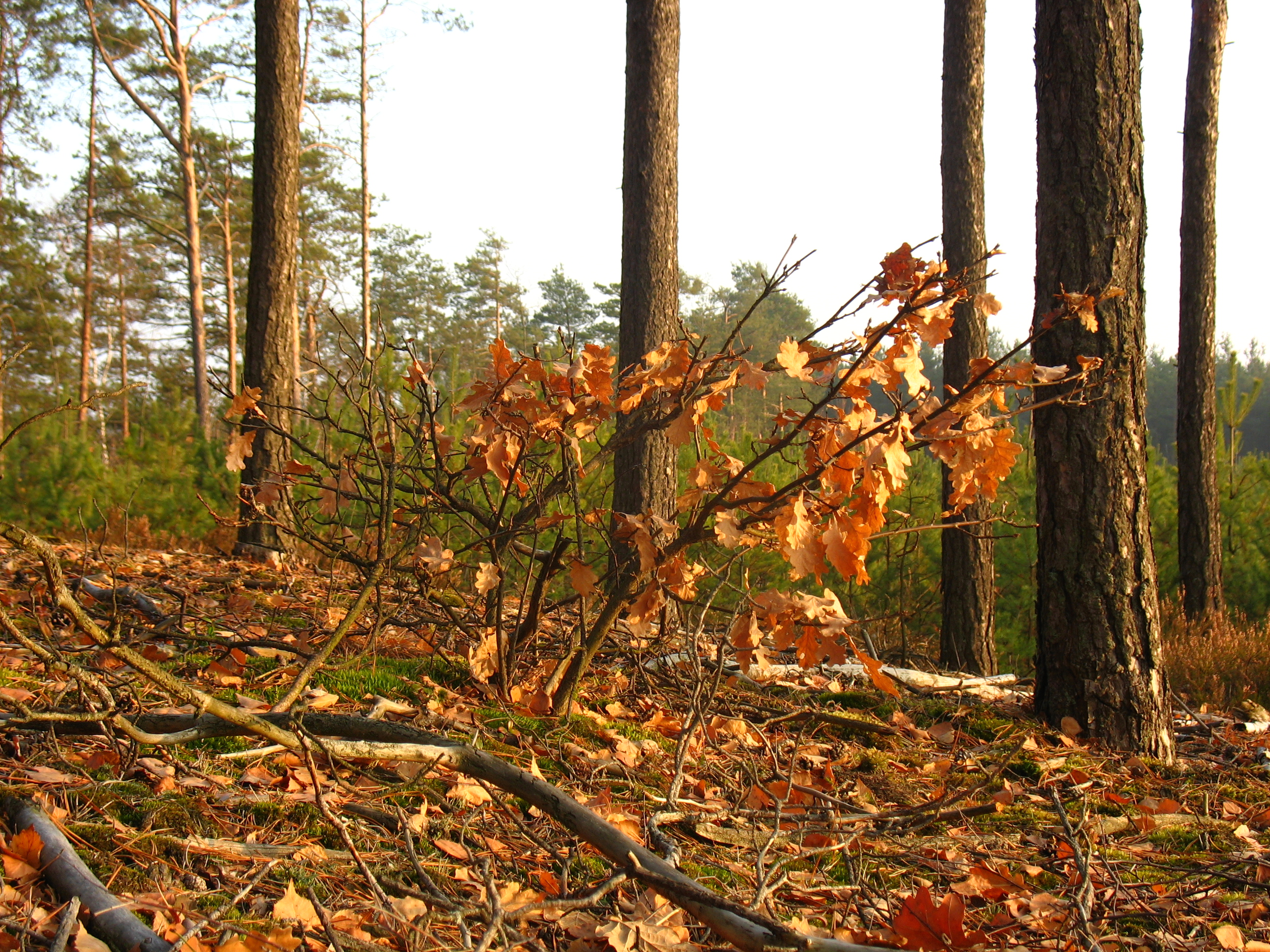
Jesień

W czasie drugiej wojny światowej, w okresie od 17 sierpnia 1944 do 12 stycznia 1945, istniało polowe lotnisko frontowe, na którym stacjonował 2 Pułk Nocnych Bombowców „Kraków”, z którego lotnicy polscy i rosyjscy brali udział w ostrzeliwaniu pozycji wroga oblężającego Warszawę oraz dokonywali zrzutów amunicji, broni, medykamentów oraz żywności dla uczestników Powstania Warszawskiego. Terytorialnie miejsce istnienia lotniska należy dzisiaj do miejscowości Kobyla Wola.

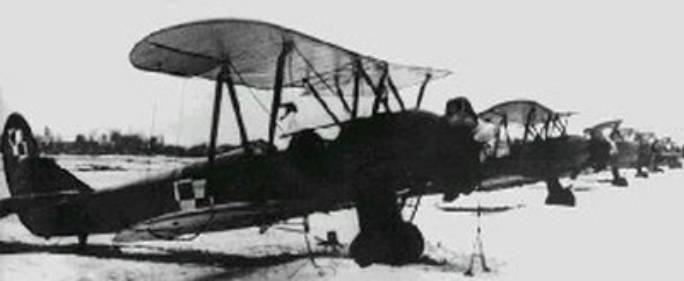
2 Pułk Nocnych Bombowców "Kraków" 1945

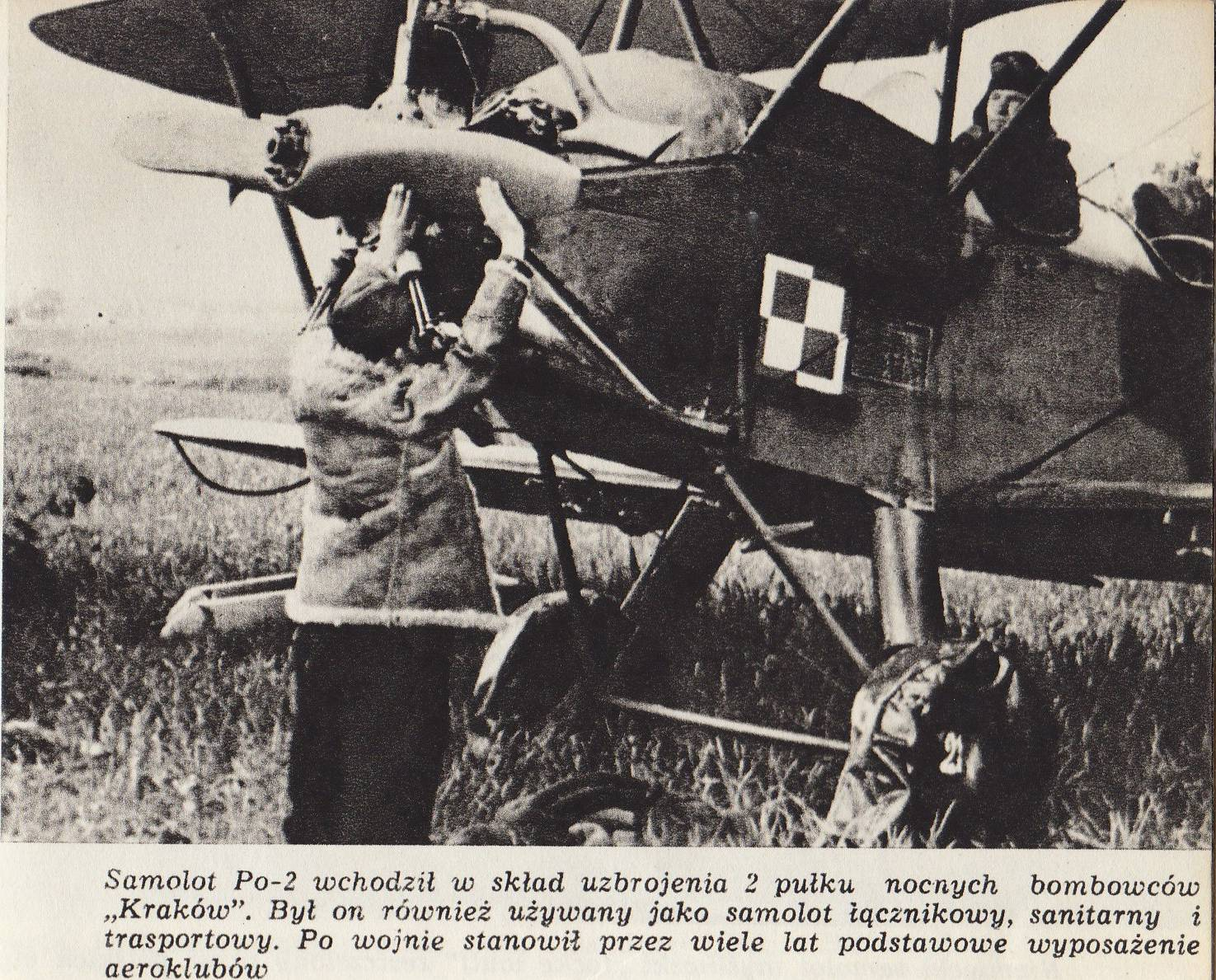